# NGC 5677
NGC 5677 é uma galáxia espiral (Sbc) localizada na direcção da constelação de Boötes. Possui uma declinação de +25° 28' 06" e uma ascensão recta de 14 horas, 34 minutos e 12,6 segundos.
A galáxia NGC 5677 foi descoberta em 17 de Fevereiro de 1785 por William Herschel.